# Peucedanum zirnichii
Peucedanum zirnichii är en flockblommig växtart som beskrevs av Cohrs. Peucedanum zirnichii ingår i släktet siljor, och familjen flockblommiga växter. Inga underarter finns listade i Catalogue of Life.